# Mornarica Vojske Crne Gore
Mornarica Vojske Crne Gore – marynarka wojenna Czarnogóry.
Marynarka wojenna Czarnogóry powstała po rozpadzie Serbii i Czarnogóry, przejmując majątek floty tego państwa. Jej główną bazą jest Bar. Posiada 10 okrętów w służbie (część niesprawnych); większość jednostek floty Serbii i Czarnogóry złomowano, ze względu na brak funduszy na ich utrzymanie.
W planach jest wycofanie fregat typu Kotor, modernizacja patrolowców Končar, a w 2022 zastąpienie tych ostatnich nowocześniejszymi jednostkami patrolowymi – dwoma większymi kutrami i trzema małymi.

## Główne jednostki w służbie (2017)[1]
| Typ                         | Okręty                                                | Kraj pochodzenia | Uwagi                                                                                    | Ilustracja |         |         |         |
| Fregaty                     | Fregaty                                               | Fregaty          | Fregaty                                                                                  | Fregaty    | Fregaty | Fregaty | Fregaty |
| --------------------------- | ----------------------------------------------------- | ---------------- | ---------------------------------------------------------------------------------------- | ---------- | ------- | ------- | ------- |
| Fregaty typu Kotor          | P-33 „Kotor” P-34 „Novi Sad”                          | Jugosławia       | Wyporność ok. 1250 ton, 92 m długości                                                    |            |         |         |         |
| Małe okręty rakietowe       |                                                       |                  |                                                                                          |            |         |         |         |
| Kutry rakietowe typu Končar | RTOP-405 „Jordan Nikolov Orce” RTOP-406 „Ante Banina” | Jugosławia       | Pozbawione pocisków rakietowych, służą jako patrolowce; wyporność 271 ton, 45 m długości |            |         |         |         |
| Barkentyna                  |                                                       |                  |                                                                                          |            |         |         |         |
| Jadran                      | "Jadran”                                              | Niemcy           | Okręt szkolny                                                                            |            |         |         |         |